# 백작과 요정
백작과 요정(伯爵と妖精)은 다니 미즈에의 라이트 노벨이다. 2008년 10월에 애니메이션으로도 제작되었다.

## 등장인물
- 리디아 칼튼

요정을 볼 수 있는 요정 의사(페어리 닥터). 적갈색 머리카락에 신비한 연녹색의 눈동자를 가진 여주인공.
스코틀랜드의 시골 마을에서 런던으로 떠나는 여행 중 에드가로 인한 음모에 휘말리게 되면서 에드가와 연을 맺는다.
속을 알 수 없는 에드가에게 휘둘리지만, 결국 착한 리디아에게 에드가가 휘둘리게 된다.
- 에드가 어센버트

자칭 요정나라 청기사 백작. 전후 사정이 복잡한 인물이다.
- 레이븐

에드가의 집사. 옛날 실론에 있었던 한 왕국 출신으로 추정.
- 니코

오래전부터 리디아와 함께 하는 고양이 모습을 한 요정.
- 켈피

사람 모습을 한 요정으로 수마이며 언실리코트 (나쁜 요정)에 해당한다.
하지만 다른 수마와 다르게 인간(리디아)을 마음에 들어하고 그 때문에 인간을 먹지 않는다.
리디아에 한해 착한 요정.